# Nattō
Nattō (納豆) er en traditionel japansk madret lavet af gærede soyabønner. Den er specielt populært som morgenmad. Nattō er rig på protein, og sammen med et andet soyabønneprodukt, miso, var nattō en vigtig næringskilde i det feudale Japan. Den stærke lugt og smag, og den klæbrige konsistens gør, at retten kræver nogen tilvænning. Nattō er særlig populært i de østlige regioner Hokkaidō, Tōhoku og Kantō.